# Theologie.geschichte
theologie.geschichte (Abkürzung. t.g) ist eine mehrsprachige peer-reviewed Open-Access-Zeitschrift für Theologie und Kulturwissenschaften.

## Zur Zeitschrift
Die Zeitschrift wurde im Herbst 2005 von Lucia Scherzberg und August Leugers-Scherzberg gegründet und erscheint sowohl als Internet- als auch in den Jahren 2006 und 2007 als Printausgabe, seit 2008 als E-Book. Sitz der Redaktion ist Saarbrücken. Die Redaktion leitete vom 1. April 2008 bis zum 30. Juni 2016 Katharina Peetz, vom 1. August bis zum 31. Dezember 2016 Sascha Bayer, vom 1. Januar bis zum 30. Mai 2017 Alexandra Kaiser, vom 1. Juni 2017 bis zum 30. September 2024 Andrea Nguyen. Seit dem 1. Oktober 2024 hat Maximilian Plich die Redaktionsleitung inne. Katharina Peetz ist seit dem 1. Oktober 2017 Mitherausgeberin der Zeitschrift. theologie.geschichte erschien bis 2021 mit technischer Unterstützung der Saarländischen Universitäts- und Landesbibliothek, seitdem im Rahmen der Tübingen Open Journals an der Universitätsbibliothek Tübingen.
Dem wissenschaftlichen Beirat der Zeitschrift gehören an: Yvonne Al-Taie, Kiel, Seth D. Armus, New York, Rainer Bucher, Graz, Emmanuel Faye, Rouen, Manfred Gailus, Berlin, Michael Hüttenhoff, Saarbrücken, Rainer Kampling, Berlin, Katharina von Kellenbach, Berlin, Björn Krondorfer, Flagstaff, Arizona, Antonia Leugers, München, Deogratias Maruhukiro, Freiburg, Urszula Pękala, Saarbrücken, Norbert Reck, München, Jörg Seiler, Erfurt, Kevin Spicer, Easton, Massachusetts.
theologie.geschichte veröffentlicht wissenschaftliche Aufsätze, Miszellen (Essays, Diskussionsbeiträge, Quellentexte, Tagungs- und Projektberichte etc.) und Rezensionen. Beiträge können in deutscher, englischer oder französischer Sprache eingereicht und veröffentlicht werden. Darüber hinaus besteht die Möglichkeit, Monographien, Sammelbände, Dissertationen und Habilitationen sowohl im Internet als auch in Buchform in der Beiheft-Reihe zu publizieren, die seit 2021 bei der Wissenschaftlichen Buchgesellschaft, seit 2024 beim Verlag Herder erscheint.
Bislang sind als gedruckte Ausgaben erschienen:
- theologie.geschichte 1 (2006) bis 2 (2007)
- Beiheft Nr. 1: Scherzberg, Lucia (Hg.), Gemeinschaftskonzepte im 20. Jahrhundert zwischen Wissenschaft und Ideologie, 2010, 2. Aufl. 2022
- Beiheft Nr. 2: Henkelmann, Andreas/ Priesching, Nicole (Hg.), Widerstand? Forschungsperspektiven auf das Verhältnis von Katholizismus und Nationalsozialismus, 2010
- Beiheft Nr. 3: Scherzberg, Lucia, Karl Adam und der Nationalsozialismus, 2011
- Beiheft Nr. 4: Dahlke, Christian, Die Pius-Bruderschaft und das Zweite Vatikanische Konzil, 2012
- Beiheft Nr. 5: Scherzberg, Lucia (Hg.), „Doppelte Vergangenheitsbewältigung“ und die Singularität des Holocaust, 2012
- Beiheft Nr. 6: Neander, Joachim, The German Corpse Factory. The Master Hoax of British Propaganda in the First World War, 2013
- Beiheft Nr. 7: Leugers, Antonia (Hg.), Zwischen Revolutionsschock und Schulddebatte. Münchner Katholizismus und Protestantismus im 20. Jahrhundert, 2013
- Beiheft Nr. 8: Leugers-Scherzberg, August H./ Scherzberg, Lucia (Hg.), Genderaspekte in der Aufarbeitung der Vergangenheit, 2014
- Beiheft Nr. 9: Leugers-Scherzberg, August H./ Scherzberg, Lucia (Hg.), Diskurse über „Form“, „Gestalt“ und „Stil“ in den 20er und 30er Jahren des 20. Jahrhunderts, 2017

- Beiheft Nr. 10: Mügge, Cornelia/ Rindlisbacher, Stefan (Hg.), Körper und Rationalität. Historische und ethische Perspektiven auf die Konstruktion und Rationalisierung von Körper und Körperlichkeit, 2020
- Beiheft Nr. 11: Leugers, Antonia/ Leugers-Scherzberg, August H./ Scherzberg, Lucia, Die Wahrheitsmacher. Ludwig Volk und die Kommission für Zeitgeschichte 1962–1984, 2021
- Beiheft Nr. 12: Krondorfer, Björn/ Kellenbach, Katharina von/ Reck, Norbert, Mit Blick auf die Täter. Fragen an die deutsche Theologie nach 1945, 2022
- Beiheft Nr. 13: Lehmann, Udo, Kaiser-Duliba, Alexandra, Ullmert, Charlotte, „Wenn der Wille da ist, sind die Füße leicht“, 2024
- Beiheft Nr. 14: Bertrand-Pfaff, Dominik, Lehmann, Udo (Hg.), Unsichtbare Differenz, 2025

- Arbeitshilfe Nr. 1: Leugers, Antonia, Georg Angermaier (1913–1945). Ein Europäer aus Würzburg im Widerstand gegen die NS-Diktatur, 2010

## Inhalt
Die Zeitschrift entstand im Zuge von Bestrebungen zur Aufarbeitung der Vergangenheit in der deutschen Geschichtswissenschaft und der deutschen katholischen Theologie seit den 1990er Jahren mit der Forderung, das Verhältnis von Wissenschaftlern und wissenschaftlicher Theoriebildung zum Nationalsozialismus nicht als Marginalie der Geschichte, sondern als zentrale Kategorie für die Erforschung der neueren Wissenschaftsgeschichte zu begreifen. theologie.geschichte macht „Vergangenheitsbewältigung“ zum thematischen Schwerpunkt. Die Zeitschrift geht dabei von folgender Prämisse aus: Die Aufarbeitung der Vergangenheit ist kein Prozess, der ein für alle Mal abgeschlossen werden kann, sondern eine je neue Auseinandersetzung mit den Grundlagen menschenverachtender Ideologien. Die Anstrengungen zur Aufarbeitung der Vergangenheit, die in anderen Fächern geleistet werden, darf keine Disziplin ignorieren. Stets ist nachzufragen, inwiefern Ergebnisse anderer Disziplinen Rückwirkungen auf das eigene Fachgebiet haben. Darüber hinaus kann die Aufarbeitung der Vergangenheit nicht auf die Auseinandersetzung mit dem Nationalsozialismus und auf Deutschland begrenzt bleiben, sondern muss auch andere menschenverachtende Ideologien in ihrem Einfluss auf die kulturelle Entwicklung in den jeweils davon betroffenen Ländern erfassen. Als Zeitschrift für Theologie und Kulturgeschichte ist theologie.geschichte ein Forum für die theologische und historische Auseinandersetzung mit kulturellen Entwicklungen der neueren Geschichte. Die Ideologien des 20. Jahrhunderts bezogen ihre Schlagkraft nicht zuletzt aus der Implementierung originär religiösen Gedankenguts in säkulare politische Konzepte. Die parallele Sicht von Theologie und anderen Wissenschaften auf kulturgeschichtliche Phänomene kann hierfür den Blick schärfen.